# Кратчлоу, Кэл
Кельвин «Кэл» Кратчлоу (англ. Calvin Crutchlow; 29 октября 1985, Ковентри, Западный Мидленд, Великобритания) — британский мотогонщик, чемпион мира в классе Supersport (2009), участник чемпионата мира по шоссейно-кольцевых мотогонок MotoGP. В сезоне 2016 выступал за команду «LCR Honda» под номером 35.

## Карьера

### Ранние годы
Хотя его отец Дерек был гонщиком и в детстве Кэлвин часто бывал на соревнованиях, он до 11 лет не проявлял интереса к мотоспорту. Ему больше был по нраву «футбол, играл даже за молодежные команды Ковентри Сити» и «Астон Вилла».
Кратчлоу выиграл соревнования по шоссейно-кольцевым мотогонкам «UK Junior Challenge» в Великобритании в 1999 году, и «Aprilia RS125 Challenge» в 2001 году. Он занял второе место в соревнованиях «Virgin Mobile Yamaha R6 Cup» в 2003 году вслед за Томми Хиллом, который получил после этого спонсорский контракт для выступлений в британской серии Superbike за это достижение.
Следующие три года Кэл провел в британском чемпионате Supersport, который выиграл в 2006 году.

### Британский чемпионат Superbike (2007—2008)
После этого успеха Кратчлоу перешёл в британскую серию Superbike. В дебютном сезоне Кэл смог занять многообещающе девятое место в общем зачете. В следующем сезоне Кратчлоу продемонстрировал ряд высоких результатов, что позволило занять третье место в общем зачете.

### Чемпионат мира Supersport (2009)
23 сентября 2008 было официально объявлено, что Кэл Кратчлоу подписал соглашение с заводской командой Yamaha Factory Team для участия в чемпионате мира Supersport в 2009 году. В дебютной гонке сезона британец занял четвёртое место, на втором этапе был третьим, а на третьем — одержал первую победу. Всего же в течение года Кэл пять раз поднимался на высшую ступеньку пьедестала, что позволило набрать 243 очка и стать чемпионом мира.

### Чемпионат мира Superbike (2010)
На волне такого успеха Кратчлоу решил перейти в более престижную серию — чемпионат мира Superbike. 1 октября 2009 было объявлено, что следующий сезон Кэл проведет с Yamaha в Супербайке, выступая на мотоцикле Yamaha YZF-R1. Его напарником по команде стал экс-чемпион мира Джеймс Тоузленд, который вернулся в чемпионат после потери своего места в MotoGP. Британец взял свой первый поул серии на втором этапе сезона в Портимао, но в самой гонке победить не смог. Первую победу в Superbike Кратчлоу завоевал на домашнем этапе в Сильверстоуне, что позволило в итоге занять пятое место в общем зачете. Хорошие результаты вновь способствовали изменениям в карьере Кэла: 5 сентября 2010 года было официально сообщено о подписании контракта с командой «Tech 3» для выступлений в самой престижной гоночной серии среди мотогонщиков — MotoGP

### MotoGP (2011-)
В дебютном сезоне Кратчлоу занял 12-е место в общем зачете, получив также престижную награду «Rookie of the Year» (Новичок года). Самым высоким результатом стало 4-е место на Гран-При Валенсии.
В сезоне 2012 года Кэл продолжал прогрессировать — дважды поднимался на подиум (два третьих места на Гран-При Чехии и Австралии). В общем зачете британец занял 7-е место.
В 2013 году Кратчлоу вновь улучшил свои результаты. Хотя он выступал на мотоцикле частной команды, благодаря своим способностям он на равных конкурировал с гонщиками заводских команд «Yamaha Factory Racing» и «Repsol Honda», а гонщиков «Ducati Corse» — обгонял. Как итог, в первых девяти гонках сезона британец четыре раза поднимался на подиум и завоевал свой первый поул в «королевском» классе (на Гран-При Нидерландов); в общем зачете поднявшись на 5-е место.
В начале августа 2013 года появились информация, что Кэл с сезона 2014 будет выступать в чемпионате за заводскую команду «Ducati», подписав с ней двухлетний контракт. Его партнером по команде стал Андреа Довициозо, с которым они вместе выступали в Tech 3 в 2012 -.
Концовка сезона прошла менее успешно. На данном этапе второй половины чемпионата британец не смог подняться на подиум, но добытого хватило для завоевания 5-го места в общем зачете — лучшего места после первых четырёх гонщиков заводских команд «Honda» и «Yamaha».
В сезоне 2014 года Кэлу пришлось адаптироваться к новому мотоциклу Ducati GP14. На нём он не мог на равных конкурировать с представителями японских заводов. На первом этапе в Катаре Кратчлоу занял шестое место, а на следующем Гран-При Америк, выбыл, попав в аварию и сломав мизинец правой руки. Вследствие этой травмы Кэлу пришлось пропустить третью гонку сезона, Гран-При Аргентины. После окончания первой половины сезона британец занимал в общем зачете 14-е место. Несмотря на это, руководители «Ducati Corse» решили дать ему ещё один шанс, продлив с ним контракт ещё на 1 год, до окончания сезона 2015. И хотя до конца сезона Кэл даже однажды попал на подиум (третье место на Гран-При Арагона), однако он так и не смог адаптироваться к своенравного Ducati GP14. Из 17 гонок сезона он 8 раз не смог финишировать. Поэтому в конце сезона британец принял предложение Лучио Чекинелло присоединиться к его команде «CWM LCR Honda» со следующего года.
Однако перед самым началом сезона 2015 в Кела возникли неожиданные проблемы: главный спонсор его команды британская компания «CWM FX» была заподозрена в финансовых махинациях и была закрыта, что поставило участие Кратчлоу в соревнованиях под вопросом. Однако Кратчлоу не стушевался перед трудностями и в первых двух гонках сезона финишировал на 7 месте. На третьем Гран-При сезона, в Аргентине, он в напряженной борьбе сумел занять третье место. Финишировав в большинстве гонок чемпионата в первой десятке, Кэл сумел набрать 125 очков и занять в общем зачете 8-е место.
В сезоне 2016 сотрудничество Кратчлоу из LCR Honda продолжилась. 21 августа в Чехии одержал первую победу в данной серии.

## Статистика карьеры

### Статистика выступлений в MotoGP
| Легенда к таблице |                                                 |
| --- | ----------------------------------------------- |
| В таблице перечислены результаты всех Гран-при чемпионата мира, во всех классах, в которых принимал участие гонщик. Строками таблицы являются сезоны, столбцами все гонки Гран-при чемпионата мира, производитель мотоциклов и команда. В клетках указаны сокращённое название Гран-при и результат, клетка дополнительно обозначена цветом. Расшифровка обозначений и цветов представлена в нижеследующей таблице. |                                                 |
| \| Пример \| Описание \| \| ------------ \| ----------------------------------------------- \| \| 1 \| Победитель \| \| 2 \| Второе место \| \| 3 \| Третье место \| \| \| Финишировал в очковой зоне \| \| \| Финишировал вне очковой зоны \| \| НКЛ \| Не классифицирован \| \| Сход \| Не финишировал \| \| НКВ \| Не прошёл квалификацию \| \| НПКВ \| Не прошёл предварительную квалификацию \| \| ДСК \| Дисквалифицирован \| \| ИСК \| Исключён из протокола соревнований \| \| НС \| Не стартовал в гонке \| \| Т \| Травмирован или болен \| \| ОТК \| Отказ от участия \| \| НТР \| Прибыл на соревнования, но на трассу не выезжал \| \| НПР \| Не прибыл к началу соревнований \| \| НД \| Недопущен до старта \| \| О \| Гонка отменена \| \| \| Не участвовал \| \| Поул-позиция \| \| \| Быстрый круг \| \| |                                                 |
| Пример | Описание                                        |
| 1 | Победитель                                      |
| 2 | Второе место                                    |
| 3 | Третье место                                    |
| | Финишировал в очковой зоне                      |
| | Финишировал вне очковой зоны                    |
| НКЛ | Не классифицирован                              |
| Сход | Не финишировал                                  |
| НКВ | Не прошёл квалификацию                          |
| НПКВ | Не прошёл предварительную квалификацию          |
| ДСК | Дисквалифицирован                               |
| ИСК | Исключён из протокола соревнований              |
| НС | Не стартовал в гонке                            |
| Т | Травмирован или болен                           |
| ОТК | Отказ от участия                                |
| НТР | Прибыл на соревнования, но на трассу не выезжал |
| НПР | Не прибыл к началу соревнований                 |
| НД | Недопущен до старта                             |
| О | Гонка отменена                                  |
| | Не участвовал                                   |
| Поул-позиция |                                                 |
| Быстрый круг |                                                 |

#### В разрезе сезонов
| Сезон | Клас   | Команда                 | Мотоцикл      | Гонки | Пер | Под | ПП | БК | Очки | Место |
| ----- | ------ | ----------------------- | ------------- | ----- | --- | --- | -- | -- | ---- | ----- |
| 2011  | MotoGP | Monster Yamaha Tech 3   | Yamaha YZR-M1 | 16    | 0   | 0   | 0  | 0  | 70   | 12    |
| 2012  | MotoGP | Monster Yamaha Tech 3   | Yamaha YZR-M1 | 18    | 0   | 2   | 0  | 1  | 151  | 7     |
| 2013  | MotoGP | Monster Yamaha Tech 3   | Yamaha YZR-M1 | 18    | 0   | 4   | 2  | 0  | 188  | 5     |
| 2014  | MotoGP | Ducati Team             | Ducati GP14   | 17    | 0   | 1   | 0  | 0  | 74   | 13    |
| 2015  | MotoGP | CWM LCR Honda LCR Honda | Honda RC213V  | 18    | 0   | 1   | 0  | 0  | 125  | 8     |
| 2016  | MotoGP | LCR Honda               | Honda RC213V  | 18    | 2   | 2   | 1  | 0  | 141  | 7     |
| 2017  | MotoGP | LCR Honda               | Honda RC213V  | 18    | 0   | 0   | 0  | 0  | 112  | 9     |

Примечание: * — сезон продолжается.

## Интересные факты
- В июне 2013 года на аукцион EBay в благотворительных целях при содействии американского подразделения Yamaha Motor Corporation был выставлен лот, который состоял из комбинезона, рукавиц и сапог Кэла Кратчлоу, в которых он выступал на Гран-При Америк в этом же году. Лот был продан за 7 600 $, а его победитель получил экипировку из рук Кэла.[8]